# Economía neoclásica

Curvas de oferta y demanda basada en el análisis marginalista es uno de los fundamentos de la economía neoclásica.

La teoría económica neoclásica, economía neoclásica o escuela neoclásica es un concepto utilizado en economía para referirse a un enfoque económico que intenta integrar el análisis marginalista a algunas de las percepciones provenientes de la economía clásica.
Este enfoque incluye, en gran principio la consideración y análisis de la oferta como la demanda en la determinación a la inflación de los precios, así como la importancia al dinero en asuntos económicos. Los neoclásicos extendieron el análisis económico a otras situaciones consideradas, tanto por los clásicos como los marginalistas, es decir, examinaron situaciones de competencia perfecta y competencia imperfecta (monopolio, duopolio). Se podría agregar que los neoclásicos reintroducen el estudio de los grupos o agregados.
El término generalmente se emplea en dos acepciones: para referirse a los desarrollos en el pensamiento económico entre 1870 y/o 1920 y para referirse críticamente a lo que se considera el pensamiento económico ortodoxo o dominante (mainstream) en la actualidad. En las palabras de E. Roy Weintraub: "Todos somos neoclásicos ahora, incluso los keynesianos, porque lo que se enseña a los estudiantes, lo que es la economía principal (mainstream), es economía neoclásica".
El economista neoclásico por excelencia es Alfred Marshall (fundador de la teoría del equilibrio parcial). Otra de las grandes figuras es Léon Walras, fundador de otra de las grandes aproximaciones (fundador de la teoría del equilibrio general). Otros neoclásicos de gran importancia incluyen a los monetaristas Knut Wicksell e Irving Fisher, y los economistas del bienestar Arthur Pigou y Vilfredo Pareto, entre otros.
Como lo anterior sugiere, la escuela neoclásica ejerció gran influencia en los desarrollos posteriores del pensamiento económico durante el siglo XX, por ejemplo, a través de la conocida síntesis clásico-keynesiana o Neokeynesianismo, e incluso en el presente, a través de los nuevos clásicos.

## Introducción

### Origen y evolución del término
La escuela neoclásica se originó a partir de una crítica a los marginalistas quienes buscando introducir rigurosidad y una metodología que se asemejara más a las de las ciencias físicas, habían ya criticado los conceptos y métodos utilizados por la economía clásica (o economía política).
La crítica constructiva neoclásica se centró en tentativas de formalizar y extender tanto el concepto de la teoría del valor subjetivo como el de individualismo metodológico. Los neoclásicos reintroducen a la disciplina el estudio de grupos tanto de fenómenos económicos como de individuos, ya no como "clases" sino bajo la forma de agregados estadísticos y/o promedios,, etc. Lo neoclásicos son responsables de las formalizaciones lógicas (Marshall) y matemáticas (Walras, Pareto) que caracterizan la disciplina en el presente.
El término “neoclásico” mismo se originó en una crítica global de Thorstein Veblen (fundador de la escuela institucionalista norteamericana), quien lo utilizó para referirse a quienes él consideraba compartían las percepciones no científicas de la escuela clásica, especialmente la utilización de la teoría del valor, incluyendo la tentativa marginalista de reemplazarla con la teoría del valor subjetivo y la percepción que “más es necesariamente mejor”. Esto incluye a quienes son generalmente considerados marginalistas.
El término se generalizó para referirse a los seguidores de la "economía marshalliana". El proyecto de Marshall —también llamada síntesis marshalliana— puede ser visto como una tentativa de sistematización y formalización de la “economía clásica”, lo que lo sitúa en el centro específico de la crítica de Veblen. La visión de Marshall y sus seguidores, llamados inicialmente marginalistas ingleses o marshallianos, es lo suficientemente distinta de otros marginalistas como para constituir una percepción distintiva, a pesar de las raíces comunes en el marginalismo.
Además, otros marginalistas, como Wicksell y Carl Menger, se consideran fundadores de escuelas (escuela sueca y escuela austríaca respectivamente). Walras es generalmente estudiado, junto a Francis Edgeworth, entre los matematizadores de la economía, pero a veces incluido con Pareto como representando la Escuela de Lausanne Y sería conducente a error sugerir que solo Marshall y sus seguidores son marginalistas.
Lo anterior ha dado origen a una situación más bien confusa. La mayoría de los especialistas hacen una diferencia entre los marginalistas y los neoclásicos, pero diferentes autoridades incluyen entre los neoclásicos a diferentes autores. Los autores considerados neoclásicos de importancia generalmente incluyen Marshall, Pigou y Walras, aunque no es difícil encontrar obras que incluyen Pareto, Wicksell y Fisher. Así pues, el concepto puede usarse legítimamente tanto para designar a la obra de todos esos autores (y aquellos influidos por ellos) como solo a los influidos directamente por el trabajo de Marshall. En los textos de economía el uso implica comúnmente el sentido más general. Esto, a su vez, ha dado origen a otra confusión: la influencia de Marshall y Walras —especialmente en asuntos metodológicos— se extiende incluso al presente. ¿Son todos los economistas entonces "neoclásicos"?. Y, de no serlo, ¿dónde termina el neoclasicismo?

### Características de la escuela neoclásica
Notando que el uso del término se da principalmente entre pedagogos, algunos han cuestionado si su uso es adecuado, dado que puede confundir a estudiantes y otros no expertos en el tema.
Sin embargo la posición generalmente aceptada es que, de hecho, hay un grupo de economistas que pueden ser descritos como neoclásicos en la medida que comparten una serie de asunciones generales. De acuerdo a David Colander las características del pensamiento neoclásico; en su acepción más restringida, es decir, como extendiéndose desde aproximadamente 1870 a 1930; son:
1. Se centra en la asignación de recursos en un momento determinado, es decir, se refiere a la elección y disposición de recursos escasos entre posibles alternativas.
2. Acepta alguna variedad del utilitarismo como jugando un papel central para comprender la economía.
3. Se centra en alternativas marginales. El neoclasicismo se interesa en las alternativas y los cambios "marginales" que son el objeto del cálculo.
4. Asume una racionalidad de largo plazo.
5. Acepta el individualismo metodológico.
6. Está estructurada alrededor de un concepto de equilibrio general en la economía.

Sin embargo, como se ha notado, algunos consideran que la escuela se puede encontrar incluso en el presente. Desde ese punto de vista, Christian Arnsperger y Yanis Varufakis sugieren que los neoclásicos (y solo los neoclásicos) comparten tres meta-axiomas:
1. Individualismo metodológico: los fenómenos a ser estudiados lo son centrándose en los individuos. (sin embargo, hay que notar que estos no son los individuos del lenguaje común y corriente, sino individuos metodológicos o agentes económicos: "Un agente económico es la unidad básica de operación en el modelo. Generalmente consideramos que el agente económico es un individuo.... Sin embargo, en algunos modelos económicos, se considera como un agente una nación, una familia o un gobierno. En otras ocasiones, el "individuo" es disuelto en una colección de agentes económicos, cada uno actuando en circunstancias diferentes y cada uno considerado un agente económico".[21] El punto es importante. Los neoclásicos reintroducen a la disciplina el estudio de grupos o clases, tanto de individuos como de fenómenos, bajo la forma de agregados.)
2. Instrumentalismo metodológico: por lo que entienden que todo comportamiento es guiado por preferencias, es decir, es instrumental. (nótese que esto modifica sutilmente el problema de la racionalidad económica. Los neoclásicos no asumen que los individuos persiguen únicamente su interés propio, pero, cualquiera que sea el motivo por el cual escogen perseguir algún objetivo, lo hacen racionalmente (véase homo economicus).
3. Equilibrio metodológico: lo que quiere decir que los neoclásicos asumen que el comportamiento agregado oscila alrededor de o tiende a un punto de equilibrio económico. Esto, a diferencia de, por lo menos algunos marginalistas (por ejemplo, Carl Menger), para los cuales no hay razón alguna por lo cual el mercado deba estar en equilibrio: los individuos buscan maximizar utilidad o beneficios, no equilibrio. Además, hay problemas con la asunción de la información perfecta.[22]

Sin embargo cualquier profundización del área revela diferencias de fondo entre los autores neoclásicos. Esta es, obviamente, un área compleja. Simplificando mucho se podría postular a nivel introductorio varios "tipos" de neoclasicismo (mantengase presente que los autores que serán mencionados no contribuyeron exclusivamente en un área):
1. Las aproximaciones del equilibrio, que, a su vez, se pueden dividir en:
  - La aproximación de Marshall que algunos consideran representa el origen del pensamiento ortodoxo en la economía actual.[24][25] Marshall introdujo a la disciplina el uso formal de modelos económicos conceptuales y diagramáticos, basados en análisis lógicos[26] (el concepto de Cæteris paribus es un ejemplo), dejando las matemáticas para demostraciones en notas o apéndices.[27] Marshall creía que el propósito de la economía, como ciencia, era "eliminar la pobreza".[28] Desde ese punto de vista, Marshall transformó el concepto de plusvalía en el conocido como "Plusvalía o Excedente de Marshall", constituido por el Excedente del productor y Excedente del consumidor.[29] Marshall asumió que la utilidad es aditiva (es decir, que la relación “ingreso-utilidad” de un individuo es la suma de funciones de utilidad independientes). Esto significa que la curvas de indiferencia adquieren gran importancia y el concepto de utilidad marginal pierde algo del papel central que juega en el trabajo de los marginalistas propiamente tales.[30] Finalmente, Marshall introdujo tanto el principio de la oferta y demanda como el concepto de equilibrio parcial: “El equilibrio parcial se concentra en el equilibrio en un solo mercado, usando el análisis de la oferta y la demanda como el punto de partida para analizar el funcionamiento y eficiencia del mercado. Se entiende por equilibrio la situación en la cual los planes de los productores y los consumidores son equiparables o los mismos en términos monetarios.
  - La aproximación de Walras que dio origen a una visión de la economía[31] que es percibida por algunos como dominante en el presente.[32] Walras buscó dar a la disciplina el mayor grado posible de precisión y generalización,[33] para lo cual abandono cualquier presupuesto ético[34] y baso su análisis en las matemáticas. Partiendo de la asunción que el precio de los bienes no se debe ni a la voluntad del vendedor ni la del comprador, sino en el hecho que los bienes económicos son tanto útiles como limitados (es decir, escasos) sugiere que eso establece una relación que se puede estudiar objetivamente, como en una "ciencia físico matemática". Eso le permite sugerir que todos los actores económicos son "aceptadores de precios" (price takers, en inglés),[35] lo que, a su vez, le permite establecer una condición, asumiendo los precios como dados y que los actores actúan racionalmente (ver homo economicus), en la cual todo lo que se produce se vende, es decir, se establece un equilibrio general.[36] En orden a determinar teóricamente esa condición, propuso la llamada Ley de Walras, que establece que, al considerar un mercado cualquiera en particular, si todos los demás mercados en una economía están en equilibrio, entonces ese mercado también deben estar en equilibrio. Esto significa que, en una economía con "n" mercados, de los cuales uno esta en equilibrio, es suficiente resolver n-1 ecuaciones simultáneas para establecer las condiciones de vaciamiento del mercado del resto de los mercados, y así determinar las condiciones (precios, niveles de producción, etc) del equilibrio general.[37] Los actores individuales, que no son capaces de efectuar ese cálculo, determinan los equilibrios en cada mercado específico a través de un proceso de tanteo walrasiano. Desde el punto de vista de Walras, esa situación es esencialmente ética, en que logra el máximo de satisfacción de necesidades dada las condiciones reales. (ver primer teorema fundamental de la economía del bienestar).
2. Las aproximaciones de la economía del bienestar; que buscan relacionar las cuestiones de eficiencia económica con las del bienestar social,[38] representadas por las obras de Pigou, Edgeworth y Pareto. (ver, por ejemplo, eficiencia de Pareto.
3. Las aproximaciones que se centran en la relación entre la economía real y el dinero, representada principalmente por la obra de Knut Wicksell e Irving Fisher, etc, que dieron origen al monetarismo y la economía monetaria.[39][40][41][42][43][44]
4. Las aproximaciones centradas en extender el análisis más allá del área de estudio tradicional (tanto de los clásicos como de los marginalistas): los monopolios y competencia perfecta a situaciones de competencia imperfecta, Aquí encontramos nuevamente a Wicksell, pero hay que agregar a Edward Hastings Chamberlin (ambos fundamentales para la teoría de la Competencia monopolística), Piero Sraffa y Joan Robinson ( teoría del oligopolio), etc.

### Críticas al neoclasicismo temprano
Se mencionaran dos críticas globales al neoclasicismo. La de Veblen en 1900 y la que Piero Sraffa comenzó a implementar a partir de 1930. (para otras, ver marginalismo)
Para Veblen, el concepto de equilibrio es normativo, implicando sin prueba que el equilibrio es de beneficio para la sociedad y los individuos. Veblen considera que la economía ortodoxa es teleológica y predarwiniana. Teleológica porque asume que el proceso económico progresa o tiende a una situación estable (el equilibrio a largo plazo) que ni se observa en realidad ni se deriva de algún análisis sino que se asume como un dado con anterioridad a cualquier análisis u observación. Y es predarwinica porque, en la opinión de Veblen, el proceso económico es un proceso darwiniano de evolución, desarrollándose a través del tiempo como respuesta a diferentes y cambiantes circunstancias pero careciendo de propósito o diseño.
Las críticas de Sraffa culminaron en su Producción de mercancías por medio de mercancías. En ella se encuentra la génesis de varios de los argumentos desarrollados posteriormente por otros autores. Sraffa fue un pensador profundo, cuya crítica forzó a Ludwig Wittgenstein a modificar sus posiciones originales. El centro de la crítica de Sraffa es que la teoría neoclásica del valor está basada en una visión contradictoria y lógicamente defectiva. Esta visión dio finalmente origen al famoso Debate de las dos Cambridge y la posición de Sraffa se puede resumir así: una teoría del valor que sea lógicamente consistente tiene que volver a la teoría clásica, considerando que es el caso que lo que interesa en la producción es que, al final del proceso, haya un excedente o plusvalía.

## Desarrollos posteriores
A partir de la crítica de Sraffa las posiciones marshallianas empezaron a decaer, proceso que se aceleró con la crítica de Keynes especialmente a nivel macroeconómico; sin embargo el enfoque marshalliano seguía siendo visto como riguroso, especialmente para explicar el comportamiento microeconómico, lo que a su vez llevó a tentativas por parte de algunos autores, como John Hicks, de conciliar ambas perspectivas, originándose así la llamada síntesis clásico-keynesiana.
En la otra mano, las posiciones de la economía del bienestar no solo mantuvieron sino que —junto a las posiciones de Walras— aumentaron su importancia. Lo mismo se puede decir del monetarismo.
Se puede entonces sugerir que todo lo anterior ha dejado un legado, posiblemente central, a las concepciones económicas a partir de la Segunda Guerra Mundial. Este legado se puede percibir en general tanto en los textos de introducción a la disciplina como los cursos más avanzados, donde se da por sentado que el método económico se basa en la matemática. En las palabras de E. Roy Weintraub: "Todos somos neoclásicos ahora, incluso los keynesianos, porque lo que se enseña a los estudiantes, lo que es la economía principal (mainstream), es economía neoclásica"
Sin embargo, esa influencia no quiere decir que exista una escuela o movimiento con principios formalmente establecidos a los cuales todos adhieren explícitamente. Weintraub (op. cit) sugiere que el neoclasicismo, a partir de 1950, es una metateoría, es decir, un conjunto de reglas implícitas o un acuerdo no especificado acerca de como construir explicaciones o teorías económicas aceptables. (para una explicación formal de que es una metateoría, ver Imre Lakatos: "La metodología de los Programas de investigación científica". Alianza. Madrid. 1993.).
Weintraub posita tres principios de esa metateoría neoclásica:
1. los individuos tienen preferencias racionales
2. los individuos maximizan utilidad y las empresas ganancia.
3. los individuos actúan independientemente sobre las bases de información completa y relevante.

Los grupos o escuelas que aceptarían tal metateoría serían: 1.º: la síntesis clásico-keynesiana; síntesis neoclásica o "neokeynesianismo". 2.º: El monetarismo asociado con Escuela de Economía de Chicago, y, 3.º: Los nuevos clásicos.

### Síntesis neoclásica
El marginalismo fue el enfoque dominante hasta la crítica keynesiana basada sobre todo en consideraciones de tipo macroeconómico. Aunque la crítica keynesiana sobre cuestiones macroeconómicas se consideró valiosa, el enfoque marginalista siguió siendo visto como un enfoque riguroso especialmente para explicar el comportamiento microeconómico de ciertos aspectos. Es por eso que algunos autores como John Hicks trataron de construir un enfoque más amplio que sintetizara las ideas más valiosas de ambos enfoques, el resultado se conoció como "síntesis neoclásica".
No hay duda que la segunda parte del siglo XX (con la visión originada en Pareto) y la saga de tratados clásicos de Allais, Hicks y Samuelson; predominó una visión neoclásica que segmentó, homogenizó, e inclusive, esterilizó una parte sustancial del aporte de los pioneros.

### La Escuela de Economía de Chicago
La introducción de ciertos aspectos keynesianos en la teoría, que condujo a un tipo de política económica intervencionista entre 1950 y 1973 fue criticada ampliamente por un sector de los economistas neoclásicos, como George Stigler, Milton Friedman o Robert Lucas, precisamente en el período de mayor expansión económica conocido en la historia de la humanidad. La nueva situación que se produjo a partir de 1973 con la Crisis del petróleo de 1973 y la estanflación subsiguiente en Estados Unidos, favorecieron la crítica a las políticas neokeynesianas vigentes en el período anterior. Esto ayudó al surgimiento de una corriente de la economía neoclásica conocida como monetarismo que empezó a ser influyente en algunas de las políticas económicas internacionales (macroeconómicas) especialmente a partir de 1980: las políticas neoliberales.

### El nuevo clasicismo
Muchas de las críticas anteriores se centran en la supuesta falta de realismo de la racionalidad de la acción humana propuesta por los neoclásicos. John Muth —generalmente considerado fundador de la Teoría de las expectativas racionales— respondió de la siguiente manera:

Se argumenta a veces que la asunción de racionalidad en economía lleva a teorías inconsistente con o inadecuadas para explicar los fenómenos observados, especialmente cambios a través del tiempo. Nuestra hipótesis se basa exactamente en el punto de vista opuesto: que los modelos dinámicos no asumen la necesaria racionalidad.

Con esa asunción de "racionalidad dinámica" Muth alteró la situación anterior. De la misma manera que los neoclásicos utilizaban la racionalidad para conseguir equilibrio estático, es decir, la mantención de los "gastos" en una "tangente" a la línea de restricción presupuestaria y a la curva de indiferencia, Muth utiliza esa misma racionalidad para llegar a un equilibrio dinámico u optimalidad a través del tiempo. Mientras sea el caso que los actores individuales ajusten sus comportamientos de acuerdo a la información que vayan recibiendo o adquiriendo (y no hay razón aparente para pensar que ese no sea el caso), estarán en una línea óptima que permite tomar en cuenta y acomodar cambios tanto en lo que puede gastar como en lo que se desea gastarlo. En otras palabras, y a diferencia de la criticada asunción original, el sistema no demanda racionalidad o conocimiento perfecto del futuro o del sistema mismo por los actores. Ni requiere o demanda previsión a un futuro indeterminado o infinito. Solo demanda flexibilidad en la parte de los integrantes para ajustarse a cambios en las circunstancias y/o información que se tiene o adquiere.
A pesar de que Muth escribió su artículo en 1961, esta propuesta no adquirió mayor relevancia hasta que fue incorporada por Robert Lucas en su trabajo acerca de las fundaciones de la microeconomía. Lucas argumenta que un modelo macroeconómico debe ser construido a partir de la agregación de modelos microeconómicos.
Lo anterior coincidió con una crítica al tipo de política económica intervencionista practicado entre 1950 y 1973 (intervencionismo derivado de la propuesta keynesiana y que llevó al período de mayor expansión económica conocido en la historia de la humanidad.) por parte de economistas "neoclásicos", tales como George Stigler, Milton Friedman y el mencionado Robert Lucas, en un momento que se produjo a partir de 1973 con la Crisis del petróleo de 1973 y la estanflación subsiguiente en Estados Unidos, favorecieron la crítica a las políticas neokeynesianas vigentes en el período anterior. Esto ayudó al auge del monetarismo que empezó a ser influyente en algunas de las políticas macroeconómicas internacionales (ver Nueva economía clásica).
Esto, a su vez, llevó al desarrollo de la Nueva economía keynesiana (no confundir con el neokeynesianismo), representada por personajes tales como Jordi Galí, Paul Krugman, Nouriel Roubini, Joseph Stiglitz, etc.

### Críticas al neoclasicismo contemporáneo
- David Charles Colander sugiere que el término mismo no debería ser usado. Los economistas modernos son —en su opinión— eclécticos:

"El uso del término neoclásico para describir la economía que se practica estos días no solo no es útil, sino que actualmente dificulta la comprensión por los estudiantes y el público general de lo que es la economía contemporánea. El término puede todavía tener alguna función en comparaciones intertemporales, pero, si se va a usar en ese sentido, es aún más importante terminar la era neoclásica en algún momento. La economía ha cambiado enormemente desde los 1870 hasta el presente, y está cambiando continuamente." ... "Mi argumento contra el uso del término neoclásico para describir la economía moderna es que esa economía moderna no requiere adherencia a esos seis atributos. Es mucho más ecléctica. El movimiento de alejamiento de la economía neoclásica puede ser trazado a los 1930, cuando un gran sector de la economía neoclásica estaban siendo abandonados por teoristas de avanzada que trataban de forjar una nueva economía".

- En adición hay una variedad de críticas globales al neoclasicismo contemporáneo. Así, por ejemplo, Bernard Guerrien, fundador de la economía crítica sugiere que

"La teoría neoclásica se parece mucho a las especulaciones de los escolásticos – las matemáticas reemplazando al latín. En su caso, la especulación es sobre el comportamiento de individuos (o “agentes”) puramente imaginarios, ya que los parámetros que los caracterizan no se deducen de la observación ni de los datos disponibles, que toman decisiones en “mercados” todavía más imaginarios."

- E. K. Hunt[64] sugiere que el criticismo de Veblen es aplicable al neoclasicismo actual: "el criticismo de Veblen a la economía neoclásica es que tenía una visión totalmente ahistórica y simplista de la naturaleza humana y las instituciones sociales. Tratando de explicarlo todo en términos de una conducta racional, egoísta, maximadora, la economía neoclásica no explica nada".[65]
- Murray Rothbard, (autor "austriaco"[66]) sugiere que la economía neoclásica se ha perdido en lo que Schumpeter llamó "circulación circular": "Dado que la economía del equilibrio es por definición un círculo de conductas robóticas sin cambio y sin fin, cada uno en el mercado tiene conocimiento perfecto del presente y del futuro, y la incertidumbre pervasiva del mundo real desaparece de la escena. Dado que no hay más incertidumbre, las ganancias y las perdidas desaparecen, y cada empresa encuentra que sus precios son exactamente iguales a sus costos de producción" y "Seguramente no es accidente que la elevación a la prominencia de la economía walrasiana coincidió con la virtual matematización de las ciencias sociales. La matemática goza del prestigio de ser "verdaderamente científica", pero es difícil matematizar las complejas y enredadas incertidumbres y errores inevitables de la acción humana del mundo real. Sin embargo, una vez que se elimina tales acciones e incertidumbres es fácil emplear álgebra y la tangentes de la geometría para analizar este no realistico pero fácilmente matematizable equilibrio".[67]
- Lee Boldeman,[68] escribiendo desde el punto de vista de la filosofía moral sugiere que la aproximación neoclásica es dogmática y fundamentalista, basada en simplificaciones groseras y reglas que intentan reemplazar ( convirtiéndose en) lo "sagrada"[69] tales como la de la racionalidad de los actores económicos: "Es en este punto que es conveniente recordar que es el control de nuestra codicia lo que representa una de las victorias principales de la cultura sobre la "animalidad". Si esto es así, es la codicia lo que también representa una de las amenazas primarias a nuestra civilización, el fundamentalismo económico es una ideología que trata de justificar la codicia. En particular, promueve el egoísmo y el materialismo. Incluso para los no religiosos, sin embargo, la adquisición de riqueza y poder personal no es una base adecuada para la autodefinición. En consecuencia, el fundamentalismo económico es una amenaza significativa para nuestra civilización. Su aplicación a las decisiones públicas no se puede conciliar con la importancia ética de nuestro patrimonio cultural, con sus fundamentos cristianos, su mandamiento de amar a Dios y amar al prójimo como a sí mismo. Tampoco se puede conciliar con las otras tradiciones religiosas, incluyendo el Budismo, con sus llamadas a la compasión y el desapego. Tomar algo que es bueno, como lo son el pensamiento racional, el análisis económico, los mercados, los derechos humanos, la libertad, la ley, el dinero o el consumo, y convertirlo en un absoluto es la esencia de una nueva idolatría." (op. cit. conclusiones).
- El individualismo metodológico que asume la economía neoclásica ignora por completo la cultura, la psicología social y los descubrimientos en ciencia cognitiva realizados por diversos investigadores que han trabajado en el ámbito de la conducta económica, entre ellos Daniel Kahneman, Amos Tversky o Dan Ariely. O las observaciones de Herbert Simon sobre la racionalidad limitada en la toma de decisiones por parte de los individuos. Estos autores han demostrado que los seres humanos suelen actuar de forma cooperativa antes que individual competitiva.
- Donald Gordon señalaba “creo que es extraordinario, en comparación con las ciencias físicas, que en lo fundamental la visión que los economistas tienen del mundo se ha mantenido sin cambios desde el siglo XVIII... es un tributo a la supremacía de las fuerzas intelectuales puramente positivistas”. A ello Francis G. Peabody comentaba “no solamente es extraordinario sino que es increíble. La visión a la que se refiere Gordon es el postulado de Adam Smith según el cual las personas son individuos maximizadores que se interrelacionan en un mercado relativamente libre. El hecho de que los economistas contemporáneos les parezca similar el mundo actual al de los días de Smith, más que in tributo a su objetividad, es una ejemplificación de su falta de contacto con la realidad”.
- Paul Romer, coincidiendo con otros autores[70][71] lleva a cabo una profunda crítica la situación actual de la macroeconomía, a los teóricos de la economía ortodoxa (Mainstream economics) y específicamente a los economistas neoclásicos de las últimas décadas —sin nombrarlo al gran gurú Milton Friedman— a quienes considera dogmáticos y creyentes de que la modelización matemática responde a la realidad de la economía. Según Romer, estarían alejados de los más elementales principios del método científico aun cuando la economía sea una ciencia social. Critica además a quienes aplican estas teorías 'idealizadas' por los 'macroeconomistas', a banqueros, industriales, tecnócratas y políticos.[72][73][74][75][76]
- Steve Keen, uno de los pocos economistas que predijo la Gran Recesión, crítica la interpretación neoclásica de la macroeconomía, por carecer de fundamento empírico. Para Keen la incapacidad de los economistas neoclásicos para reconocer los problemas que ha ocasionado la crisis financiera iniciada en 2007 y que desembocó en la Gran Depresión confirmaría que los postulados de la economía neoclásica son falsos. Considera a los economistas neoclásicos unos fanáticos. Según Keen, y en contra uno de los principios fundamentales de las teorías económicas ortodoxas, no existe una curva de oferta y demanda agregada construible a partir de curvas de oferta individuales, asimismo resultaría poco creíble el supuesto de productividad marginal decreciente. Tampoco funcionaría la teoría convencional de la distribución en función de la aportación marginal de los factores.[77][78] Keen está influenciado por economistas como Hyman Minsky, Irving Fisher, John Maynard Keynes, Piero Sraffa, Joseph Alois Schumpeter y Francois Quesnay.[79][78]

A pesar de todas las críticas señaladas, la economía neoclásica es la que más se enseña en aulas porque muchos la consideran una buena base para pensar y resolver numerosos problemas económicos fundamentales.[¿quién?]